# Смешанная артиллерийская бригада (Сербия)
Смешанная артиллерийская бригада (серб. Мешовита артиљеријска бригада) — комбинированная бригада в составе Сухопутных войск Сербии. Была сформирована в ходе реорганизации сербской армии 4 июня 2007 год из подразделений 203-й смешанной артиллерийской бригады, существовавшей с 1988 по 2006 гг. День бригады отмечается 14 сентября. В этот день в 1918 году началась артиллерийская подготовка прорыва Салоникского фронта, продолжавшаяся до 05:30 15 сентября, когда части Первой и Второй сербских армий начали наступление. В результате артподготовки, которую вели до 2000 орудий, были сокрушены позиции болгарской армии и уничтожена её артиллерия, в значительной степени разрушены оборонительные укрепления.
Смешанная артиллерийская бригада состоит из Штаба, штабного дивизиона, 1-го артиллерийского гаубичного дивизиона, 2-го артиллерийского гаубичного дивизиона, 3-го артиллерийского дивизиона, 4-го артиллерийского дивизиона, смешанного ракетно-артиллерийского дивизиона, 69-го батальона обеспечения. Возглавляет бригаду полковник Звонко Стойкович. Штаб бригады находится в Нише. В её подразделениях проводится подготовка по военно-учётным специальностям из области артиллерии.
На вооружении бригады стоят РСЗО М-87 «Оркан» калибром 262-мм, РСЗО М-77 «Огањ» калибром 128-мм, гаубица М-84 «НОРА» калибром 152-мм, орудие М-46 калибром 130-мм и т.д.

## Награды
- Орден Заслуги в обороне и безопасности III степени (2017)[2].